# Svärdsjö
Svärdsjö is een plaats in de gemeente Falun in het landschap Dalarna en de provincie Dalarnas län in Zweden. De plaats heeft 1288 inwoners (2005) en een oppervlakte van 132 hectare. De plaats ligt 27 kilometer ten noordoosten van de stad Falun.